# Dignity for Disability
Dignity for Disability of Dignity 4 Disability (D4D) is een kleine Australische politieke partij die tot 2010 bekendstond als Dignity for Disabled. In de deelstaat Zuid-Australië beschikt D4D over één parlementszetel in het Hogerhuis.